# 胡立信
胡立信（1914年12月—2015年1月24日），男，河南新县人，中华人民共和国军事人物，中国人民解放军少将，曾任南京军区空军政治部主任。